# Cunderdina orientalis
Cunderdina orientalis är en skalbaggsart som beskrevs av Britton 1995. Cunderdina orientalis ingår i släktet Cunderdina och familjen Melolonthidae. Inga underarter finns listade i Catalogue of Life.